# Der erste Lehrer
Der erste Lehrer (russisch Первый учитель Perwy utschitel) ist eine Powest von Tschingis Aitmatow aus dem Jahre 1962. Die Geschichte handelt von einer nie ausgesprochenen Liebe, von Verzweiflung, Schmerz und Zuversicht.

## Inhalt
Altynai Sulaimanowa, inzwischen Doktor der Philosophie mit einem Lehrstuhl an einer Universität, wuchs in dem Dorf Kurkurëu auf. Nach Jahren der Abwesenheit kehrt sie in ihr Heimatail zurück. Dort wird sie bei der Eröffnung einer neuen Schule als Ehrengast empfangen. Als sie durch Zufall beinahe auf Düischen trifft, reist sie überstürzt ab. Um diesen Vorfall zu erklären, entschließt sie sich, die Geschichte ihrer Jugend und ihrer ersten großen Liebe an ihre Landsleute weiterzugeben.
Ihre Geschichte beginnt im Jahre 1924; sie ist zu diesem Zeitpunkt 14 Jahre alt. Altynai wächst bei ihrer Muhme und ihrem Oheim auf, da ihre Eltern bereits verstorben sind. Ihr Leben ist bestimmt durch die Arbeit auf dem Hof und die Schikanen ihrer Tante und ihres Onkels. Es verändert sich ab dem Moment, als ein Mann namens Düischen im Auftrag der Sowjetmacht und gegen den Willen der Dorfbewohner die erste Schule des Dorfes errichtet. Neben Lesen und Schreiben ist vor allem die Politisierung der Schüler im Sinne des Sozialismus ein wichtiger Teil des Unterrichts.
Altynai ist die älteste Schülerin, lernt schnell, und Düischen bemerkt auch bald ihr Geschick. Doch ihre Muhme und ihr Oheim halten nichts vom Lernen oder der Schule und beschließen eines Tages, sie an einen Neffen der Tante zu verheiraten. Düischen möchte sie davor bewahren, doch er scheitert. Altynai durchlebt als Zweitfrau des „Rotgesichtigen“ eine schreckliche Zeit. Sie wird vergewaltigt. In der dritten Nacht versucht sie zu fliehen, was jedoch misslingt.
Am nächsten Morgen taucht Düischen mit zwei Milizionären auf, die den „Rotgesichtigen“ festnehmen und Altynai befreien. Sie bekommt die Möglichkeit, aus ihrem Heimatdorf fortzugehen, all die schrecklichen Ereignisse hinter sich zu lassen und in der Stadt zu lernen.
Düischen, der in den Krieg zog, und Altynai halten noch einige Jahre Briefkontakt. Als Altynai ihm jedoch ihre Liebe gesteht, antwortet er ihr nicht, und der Kontakt reißt gänzlich ab.
Nach dem Erzählen ihrer Geschichte beschließt Altynai, noch einmal nach Kurkurëu zu fahren und dort den Vorschlag zu machen, das neue Internat „Düischens Schule“ zu nennen, im Gedenken an den ersten Lehrer und Kommunisten des Dorfes.

## Rezeption
„Das Buch beschreibt die unbefangene Lernbegierde, die jedes Kind hat (wenn man sie ihm nicht austreibt). Vor allem aber zeigt Aitmatow anhand des jungen Düischen, worauf es in der Schule besonders ankommt: auf die Lehrer.“

Für seine Erzählungen Djamila, Das Kamelauge, Du meine Pappel im roten Kopftuch und Der erste Lehrer erhielt Tschingis Aitmatow 1963 den Leninpreis.

## Verfilmung
Im November 1965 hatte  Der erste Lehrer unter der Regie von Andrei Michalkow-Kontschalowski in der Kirgisischen SSR Premiere. In den Hauptrollen spielten Natalja Arinbassarowa und Bolot Bejschenaljew.

## Ausgaben
- Tschingis Aitmatow:  Der erste Lehrer. Aus dem Russischen übertragen von Leoni Labas, mit Zeichnungen von Jutta Hellgrewe, Insel Verlag, Leipzig 1965 (Insel-Bücherei 430/2)
- Tschingis Aitmatow: Der erste Lehrer. Kunstmann Verlag, München 1990, veränderte NA 2001, ISBN 978-3921040676
- Tschingis Aitmatow: Der erste Lehrer. Hörbuch: Gelesen von Harald Eggebrecht, Antje Kunstmann Verlag 2001, 2 CD, 120 min., ISBN 3-88897-289-2